# 阿尔巴特广场

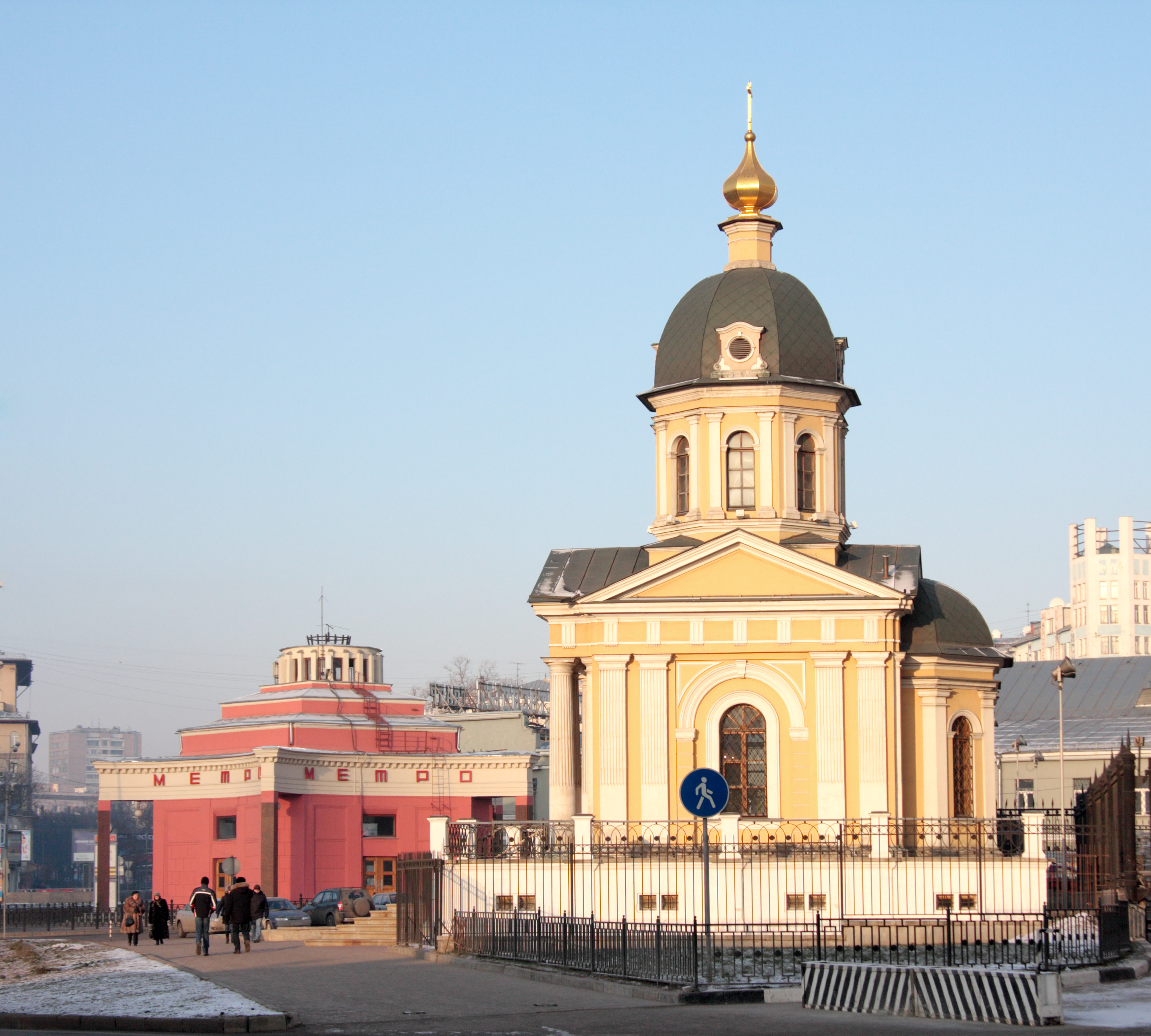
1997年修建在俄罗斯国防部前面的教堂，此处曾有类似的教堂被毁于70年前。

阿尔巴特广场（俄语：Арба́тская пло́щадь）是莫斯科最古老的广场之一，位于果戈里大道、Znamenka街和阿尔巴特门广场（1925年至1993年为阿尔巴特广场的一部分）交界。
阿尔巴特站地铁站就位于广场上。
广场南部的阿尔巴特喷泉，最初是一个消防水池，后来改为装饰喷泉。1945年，新建了斯大林风格的雕塑，1960年代拆除。